# Breitenloh (Dorfen)
Der Weiler Breitenloh ist ein Gemeindeteil der Stadt Dorfen im oberbayerischen Landkreis Erding.

## Geschichte
Breitenloh wird erstmals 1417 in einer Urkunde des Klosters Berchtesgaden erwähnt. Der Ort war spätestens ab dem Jahr 1475 Sitz einer Hofmark, als die Witwe Wolfgang Seibersdorfers ihrem Sohn Sigmund den Edelsitz übergab. Nach dem Verkauf durch Erasmus von Laimingen diente das Schloss Wasentegernbach den Pflegern der Fürstpropstei Berchtesgaden ab 1582 als Verwaltungszentrum der nun ihr gehörigen Hofmarken Wasentegernbach, Eibach, Haus und auch Breitenloh. Im Zuge der Säkularisation fiel der Besitz Berchtesgadens 1803 an den bayerischen Staat. Breitenloh wurde 1809 Teil der Gemeinde Eibach, die mit dem Gemeindeedikt von 1818 Selbstverwaltungsrechte erhielt. Im Zuge der bayerischen Gebietsreform schloss sich die Gemeinde Eibach am 1. Januar 1972 der Stadt Dorfen an.

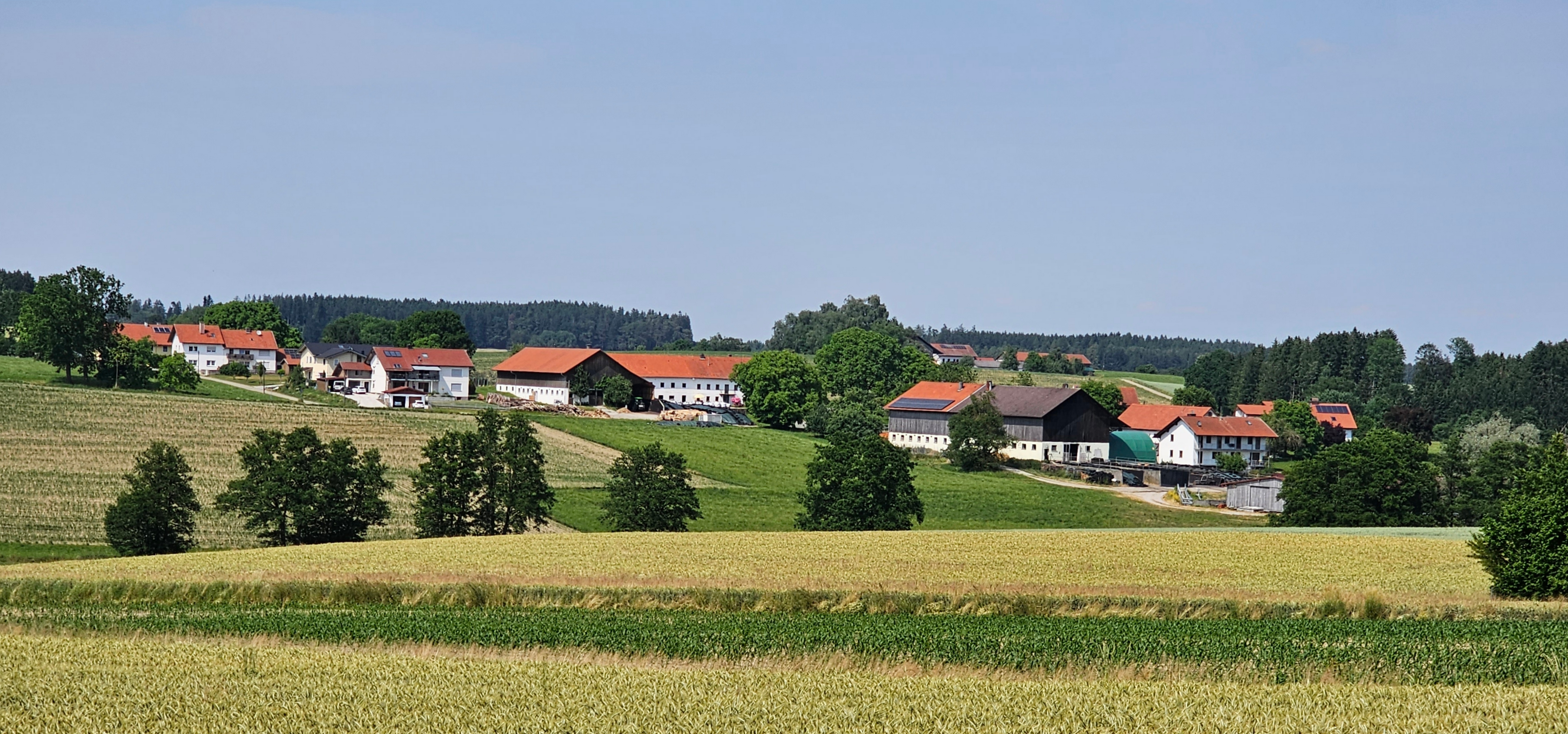
Ortsansicht von Südwesten

Vom Schloss existiert heute nichts mehr, lediglich der Hausname „Zum Pfleger“ erinnert an die Hofmarkszeit. Ein verebneter Turmhügel des späten Mittelalters und der frühen Neuzeit („Sitz Breitenloh“) ist als Bodendenkmal unter der Aktennummer D-1-7639-0005 beim Bayerischen Landesamt für Denkmalpflege vermerkt.